# Песчаная (приток Оби)
Песча́ная — река в России, протекает по территории Онгудайского и Шебалинского районов Республики Алтай, и Алтайского, Смоленского, Солонешенского районов Алтайского края, левый приток Оби. Длина реки — 276 км. Площадь водосборного бассейна — 5660 км².

## География
Берёт начало примерно в 25 км к юго-востоку от посёлка Беш-Озек, на склонах Семинского хребта на высоте около 1700 м. Впадает в Обь, в 15 км ниже слияния Бии и Катуни. По характеру течения можно разделить Песчаную на 3 участка: верхний (до устья Большой Тихой), средний (до деревни Красный Городок) и нижний. Бассейн ограничен с запада Ануйским хребтом, с востока Чергинским, а с юга отрогами Теректинского и Семинского хребтов. Основные притоки Песчаной от истока к устью: Адаткан, Кукуя, Куяча, Баранча, Большая Тихая, Быстрая, Солоновка, Белокуриха, Поперечная.

## Гидрология
| Средний расход воды (м³/с) реки Песчаная по месяцам с 1931 по 2000 гг. (замеры производились на гидрологическом посту у села Точильное) |

## Устье
Устье Песчаной имеет статус памятника природы краевого значения. Это место уникально тем, что здесь много пойменных озёр и заливов, на берегах которых гнездится водоплавающая птица. Сюда можно попасть только на лодке или верхом на лошади.

## Притоки
- 32 км: Поперечная (60 км)
- 63 км: Белокуриха
- 64 км: Сухой Лог (Березовка)
- 84 км: Сычёвка
- 87 км: Черновая
- 102 км: Солоновка
- 114 км: Быстрая (43 км)
- 129 км: Большая Тихая (45 км)
- 143 км: без названия
- 144 км: Сосновка
- 158 км: Баранча
- 160 км: без названия
- 164 км: Куяган
- 165 км: Куяча
- 167 км: Евтушка
- 185 км: Верхний Тоурачек
- 186 км: Этогол
- 193 км: Казанда
- 195 км: Верхний Этогол
- 214 км: Курзун
- 226 км: Барагаш (руч. Тикула)
- 232 км: Куваш
- 236 км: Нижняя Шаргайта
- 248 км: Адаткан
- 248 км: Нижние Кудаты
- 248 км: Шиверта (Дукей)
- 252 км: Верхние Кудаты
- 255 км: Кыргысты (Кыргыста)

## Данные водного реестра
По данным государственного водного реестра России относится к Верхнеобскому бассейновому округу, водохозяйственный участок реки — Обь от слияния рек Бия и Катунь до города Барнаул, без реки Алей, речной подбассейн реки — бассейны притоков (Верхней) Оби до впадения Томи. Речной бассейн реки — (Верхняя) Обь до впадения Иртыша.

## Влияние на судоходство в верховьях реки Оби
Река Песчаная несет большой объём взвешенных твердых частиц, прежде всего, песка. Впадая в Обь эти частицы интенсивно осаждаются, образуя наносы на участке от села Усть-Ануй до села Быстрый Исток, формируя группу Талицких перекатов. Этот участок верховьев Оби традиционно является затруднительным для судоходства и требует регулярных дноуглубительных работ. В 80-х годах с целью снижения вредного влияния реки Песчаная на судоходство на Оби было начато строительство выправительных дамб, задача которых — не дать возможности попасть водам этой реки на судовой ход и прижать их к левому берегу Оби, где песок мог оседать без вреда для судоходства. Часть этих дамб была построена, в результате чего судоходная обстановка в верховьях Оби резко улучшилась. В настоящее время эти дамбы разрушены и наносы из реки Песчаная вновь сделали невозможным судоходство.

## Населённые пункты
Населённые пункты на Песчаной от истока к устью: Беш-Озек, Шаргайта, Барагаш, Ильинка, Тоурак, Куяган, Красный Городок, Солоновка, Сычёвка, Новотырышкино, Точильное, Александровское, Смоленское, Кировский, Линевский, Песчаное.

## Туризм
Река является популярным местом посещения для туристов-водников. Она представляет собой маршрут 3-й категории сложности, в основном из-за ущелья в среднем течении. На реке каждую весну проводятся краевые соревнования по технике водного туризма, которые привлекают не только большое количество туристов, но и множество зрителей. Место старта сплавов находятся на поляне у села Куяган.

## Урочище Щёки

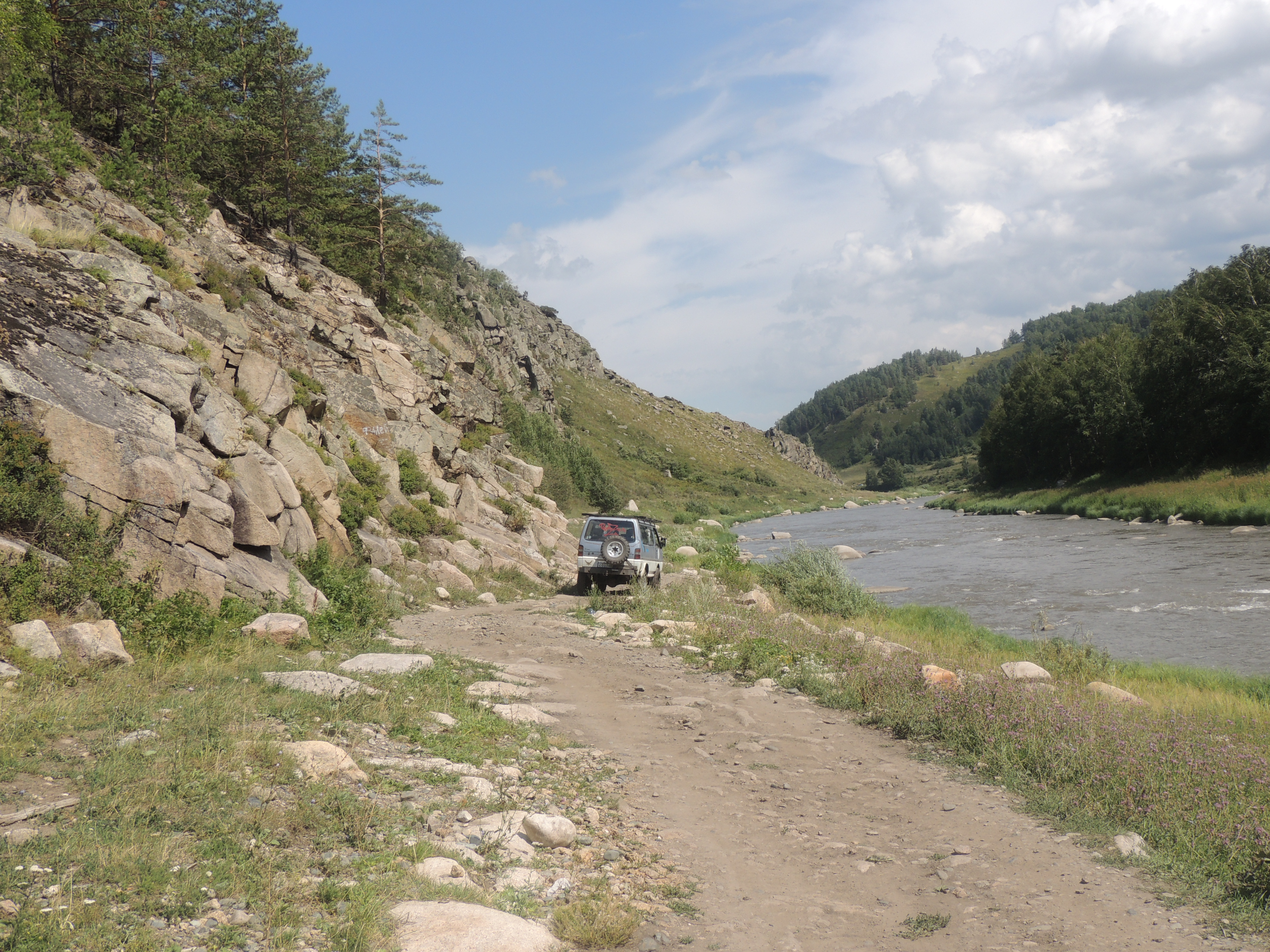
Урочище Щеки на реке Песчаная.

Находится в 6,5 км выше села Солоновка. Это — памятник природы Алтайского края, он представляет собой живописный участок реки, в месте, где заканчивается каньон. Ниже река делает поворот на север, минует северный фас Алтая и превращается из горной в равнинную. Протяжённость урочища — около 2,5 км от выхода из гор до впадения левого притока — Малышева ручья. Особую привлекательность урочищу придают выходы горных пород в виде скал, расщелин, гротов.

## Трагедия на реке Песчаной
В апреле—мае 2006 года на реке проводились соревнования по водному туризму, помимо этого присутствовало множество других групп (всего порядка 100 человек). Вода в реке очень сильно поднялась, соревнования были закрыты, но многие группы продолжили сплав. В результате неудачного преодоления порогов в ущелье 4 человека погибли.